# 聖奴隷学園
『聖奴隷学園』（セントどれいがくえん）は、Liquidから2006年6月23日に発売されたアダルトゲーム。
発売後、本作は学園調教シリーズとしてシリーズ化され、スピンオフも発売された。さらに、2020年10月にはシリーズのリマスター版である『聖奴隷学園祭 〜Remaster Complete Box〜』が発売された。2021年2月26日に『聖奴隷学園2』が発売された。
2010年11月5日に「ネクストンベストシリーズ 聖隷学園」として廉価版が発売される予定であったが、発売中止となった。理由については公表されていない。

## あらすじ
とある地方の権力者・西紀家により、裏で性奴隷育成のために運営されている学園「聖マルティウス学園」。
主人公・哭東龍之介は学園の理事長である森の命令をうけて教師として学園入りし、理事長自ら特別に選んだ少女達を従順な性奴隷へ仕立て上げるよう依頼された。

## 登場人物

### 主要人物
哭東龍之介（こくとう りゅうのすけ）
物語の主人公。裏の世界では幾多の女性を従順な性奴隷に仕立てあげた「調教師」として有名。聖マルティウス学園理事長・森の命を受け学園へ赴き、保健体育の教師をする傍ら理事長自ら特別に選んだ少女3人を1週間以内に従順な性奴隷へ仕立て上げるよう依頼された。
性格はあくまで依頼に忠実で冷酷、場所を問わず淫猥な陵辱で調教する。
鳩羽 桜花（はとば さくら）
声：風音
聖マルティウス学園の1年生で、今回の調教対象の一人でもある。身長163cm、B86（C）・W56・H88。藤音の双子の姉だが、病気で入院していたため、進学が1年遅れた。礼儀正しい性格。
『リキッド・クロスオーバー 〜聖ダブルレイド〜』では、主役を務める。
鳩羽 藤音（はとば ふじね）
声：芹園みや
聖マルティウス学園の2年生で、今回の調教対象の一人でもある。身長163cm、B86（D）・W58・H89。桜花の双子の妹。ラクロス部所属。明るい性格。
周防 和歌子（すおう わかこ）
声：神月あおい
聖マルティウス学園の3年生で、今回の調教対象の一人でもある。身長168cm、B95（G）・W59・H94。金持ちの令嬢で、気が強い性格。未優の幼馴染。聖マルティウス学園には数か月前に転入してきた。
スピンオフである『聖隷嬢和歌子』では主役を務める。
常盤 未優（ときわ みゆう）
声：緒田マリ
聖マルティウス学園1年生。身長146cm、B71（AA）・W49・H78。感情を表に出さない。西紀家に奴隷として売られ、理事長に性奴隷として扱われているが、和歌子など周囲の人物はそれを知らない。
森 ヘンリッカ（もり ヘンリッカ）
声：如月美琴
聖マルティウス学園理事長の夫人。身長170cm、B99（H）・W61・H93。北欧出身。年齢は20代後半。理事長の秘書、学園の非常勤の外国語講師も務める。
森 凛（もり りん）
声：遠野そよぎ
理事長とヘンリッカの娘。身長138cm、B70（A）・W48・H76。無邪気な性格。

### その他の人物
南方 悠（みなみかた ゆう）
調教師を自称する男性で、哭東を師匠として尊敬しており、哭東の後を追い学園に転校してきた。女顔かつ童顔で、一見小動物的存在として女子生徒の人気が高いが、性格は非道で男性器は凶悪なほど大きく、淫猥な責めをする。
森 良男（もり よしお）
聖マルティウス学園の理事長で、地方に影響力のある西紀家一族の者。哭東を学園に呼び、気に入った女子生徒3人を調教するように依頼した。
山崎実（やまさき みのる）
聖マルティウス学園の養護教諭で、森の指示で哭東に協力している。陰湿な性格をしている。直接的な性行為は好まない一方、女子生徒の写真を隠し撮りを趣味としており、撮影した痴態で自慰をするのが好き。